# Óreo
Óreo (en griego antiguo: Ὼρεός, Ōreós,  latín Oreus) fue una ciudad griega antigua del norte de Eubea a orillas del río Callas y al pie del monte Teletrio. Su territorio fue llamado Horia. 
Su nombre antiguo fue Histiea  (latín Histiaea, en griego antiguo: Ἱστίαια, en griego: Ιστιαία, transliterado Histiaia), nombre con el que fue mencionada por Homero en el catálogo de las naves de la Ilíada. Estaba enfrente de la ciudad tesalia de Antrón.

## Historia
Del nombre de esta ciudad, todo el distrito del norte de Eubea fue llamado Histieótide. Fue supuestamente una colonia ateniense del demo de Histiea pero otros la hacen fundada por los perrebios de Tesalia. El Periplo de Pseudo-Escílax la menciona como una de las cuatro principales ciudades de Eubea.
Después de la batalla de Artemisio, cuando la flota griega marchó hacia el sur, la ciudad fue ocupada por los persas. Después de la expulsión de los persas, la ciudad y toda la isla acabó sujeta a la Liga de Delos. En la revuelta de Eubea del 445 a. C. contra Atenas la ciudad tomó parte destacada y, cuando fue derrotada, Pericles estableció allí dos mil clerucos atenienses. Los anteriores habitantes de la ciudad fueron expulsados y se refugiaron en Macedonia. La ciudad tomó entonces el nombre de Óreo.
Cuando en 411 a. C., la isla de Eubea se rebeló contra Atenas después de la derrota de la expedición a Sicilia, Óreo fue la única ciudad de la isla que permaneció leal. Al final de la guerra del Peloponeso acabó sujeta a Esparta y los clerucos atenienses fueron expulsados y sus antiguos habitantes o los que quedaban de éstos y sus descendientes, fueron restaurados. La ciudad fue leal entonces a Esparta.
Neógenes, con la ayuda de Jasón de Feras asumió la tiranía durante un tiempo, pero fue expulsado por Terípidas, comandante de los lacedemonios; Cabrias, el almirante ateniense, la atacó sin éxito.
Poco antes de la batalla de Leuctra (371 a. C.), Óreo se rebeló contra Esparta y permaneció independiente.
En la guerra entre Filipo II de Macedonia y Atenas, la ciudad se dividió entre los favorables a los macedonios y los demócratas. Los primeros triunfaron y con ayuda de Filipo la tiranía fue asumida por Filístides, que hizo aumentar la población de Óreo mediante emigrantes procedentes de Elopia. Demóstenes envió una expedición que expulsó a Filístides, al que mató y se convirtió en una plaza fuerte de los atenienses.
En la guerra entre Antígono I Monoftalmos y Casandro, este último la asedió, pero se hubo de retirar al acercarse Ptolomeo, general de Antígono.
En la primera guerra entre Macedonia y Roma, el comandante de la guarnición macedonia la entregó a los romanos (207 a. C.).
En la segunda guerra fue conquistada por los romanos en 200 a. C. por asalto y en 196 a. C. fue declarada ciudad libre por Tito Quincio Flaminino igual que otras ciudades griegas.
Plinio el Viejo dice que ya no existía en su época, pero Claudio Ptolomeo la menciona aún con el nombre de Soreos.

## Arqueología

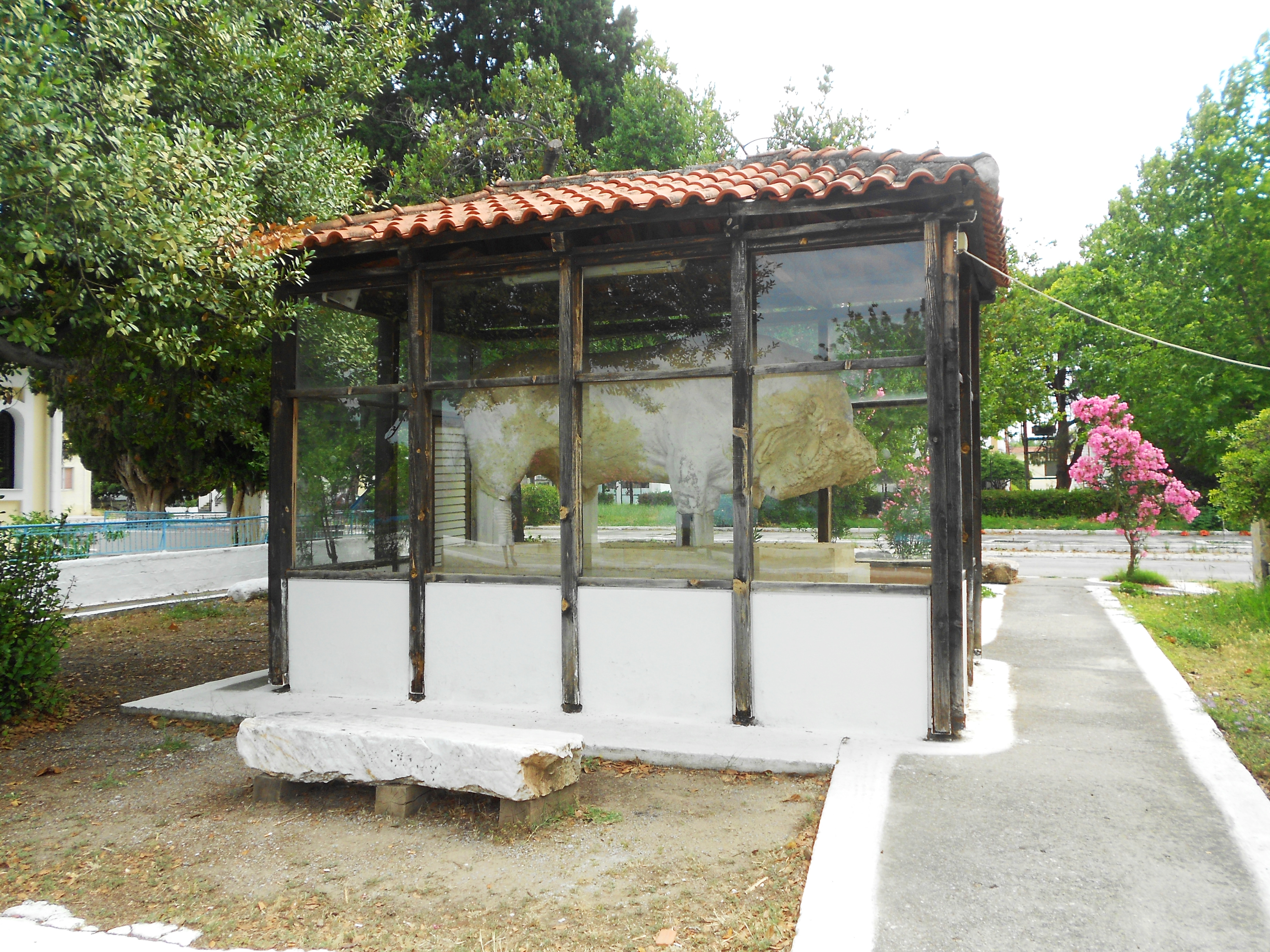
El «Toro de Óreo», escultura del siglo IV a. C.

Muy destacado es el llamado «Toro de Óreo», una escultura de finales del siglo IV a. C. de mármol que fue hallada en 1965 y que representa un toro de tamaño natural en posición de ataque. Es probable que fuera una ofrenda votiva destinada a algún santuario de la zona, o bien parte de un monumento funerario, aunque también se ha sugerido que podría haber sido un símbolo de la ciudad. Su peso es de 4,8 toneladas, aunque se estima que originalmente llegó a pesar 8 toneladas, ya que faltan algunas partes de la estatua.
Algunos restos de la antigua ciudad se encuentran cerca de la costa, donde se han encontrado muros de dos edificios diferentes que pertenecen al siglo IV a. C. y que probablemente formaron parte de instalaciones de un puerto marítimo. Por otra parte, una colina llamada Kastro que fue rodeada por fortificaciones durante la Edad Media, debió ser la acrópolis de la antigua ciudad. En ella también se ha hallado cerámica del periodo micénico.